# معدنچی

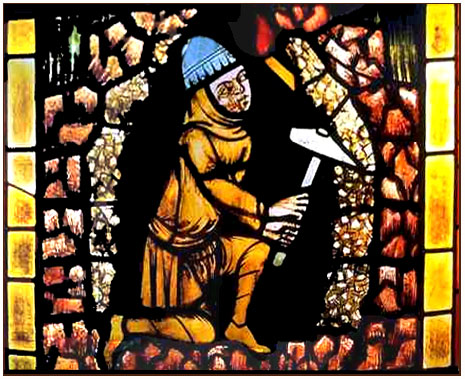
نگاره‌ای از یک معدنچی اهل فرایبورگ که روی یک پنجرهٔ شیشه‌ای رنگ‌آمیزی‌شده‌است. ۱۳۳۰ م

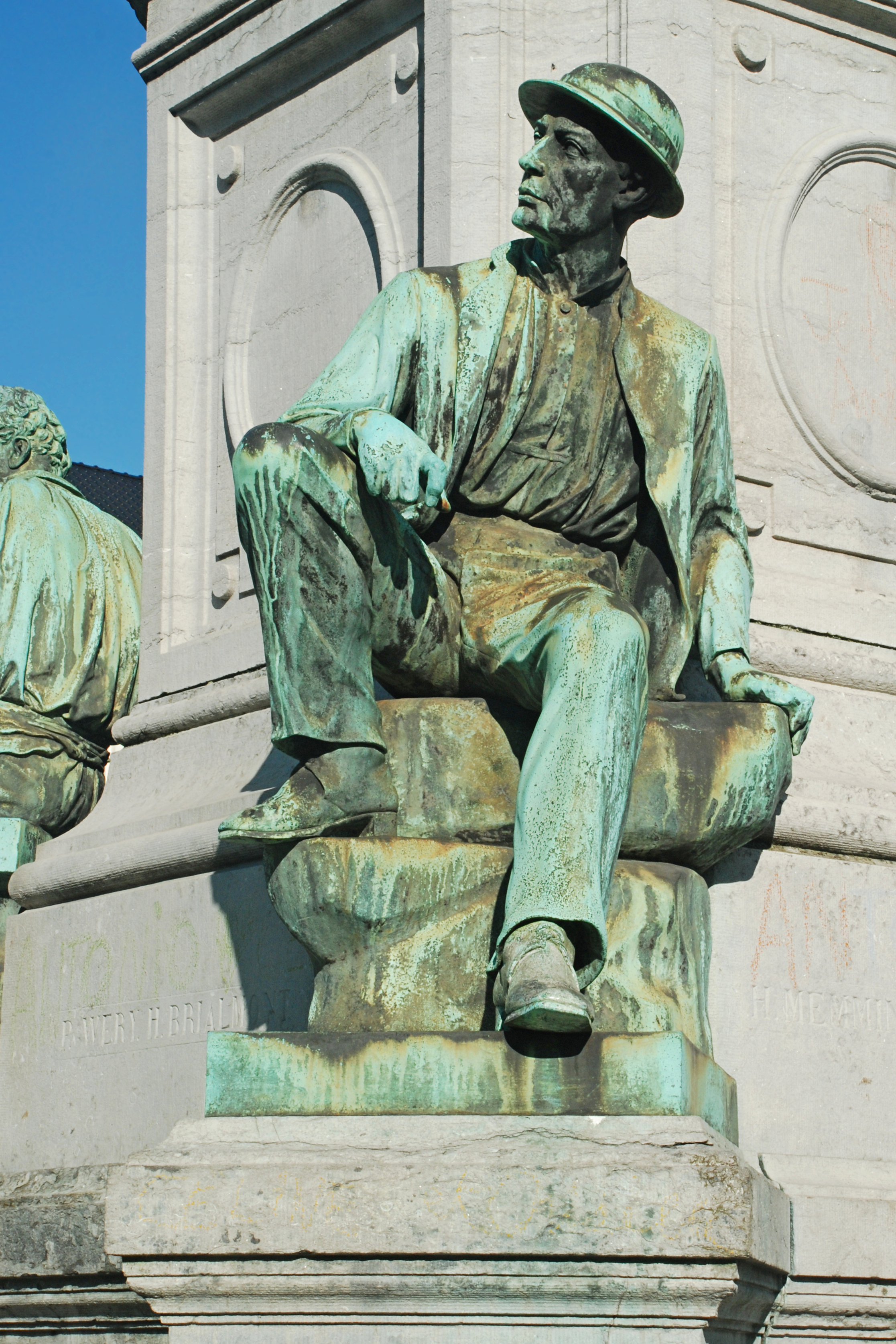
تندیس یک معدنچی (یادمان ژان کوکِریل در بروکسل).

معدنچی یا کانگَر یا کان‌کن، کسی است که کانسنگ، زغال‌سنگ، رس، گچ، طلا و الماس یا دیگر کانی‌ها را از معادن زیر زمین از راه معدن‌کاوی (کانِش) بیرون می‌کشد. دو مفهوم وجود دارد که در آن، این اصطلاح به کار گرفته می‌شود. در مفهوم ساده، یک معدنچی کسی است که با برش، انفجار یا تخریب سنگ، سنگ‌ها را می‌کاود. ولی در مفهومی گسترده‌تر، معدنچی هر کسی است که درون هرگونه معدنی کار می‌کند؛ مانند رمزارزها. و نه تنها کاوش در سنگ.
معدن‌کاری یکی از خطرناک‌ترین شغل‌ها در جهان است. در برخی کشورها، معدنچیان حقوق اجتماعی ندارند و در صورت آسیب، ممکن است بدون یاری و کمک رها شوند.
در مناطقی با سابقهٔ معدن‌کاری طولانی، بسیاری مردم سنت‌ها و نمودهای فرهنگی ویژه‌ای، در فرم‌های مختلف نمادگرایی، موزیک، و مانند آن را توسعه داده‌اند.

## نقش‌ها
نقش‌هایی که به مفهوم ساده «معدن‌کاری» در نظر گرفته می‌شوند و مختص معادن قدیمی ـ مانند معدن استخراج زغال‌سنگ است عبارت‌اند از:
- تراشنده‌ای که با کلنگ می‌کند.
- سوراخ‌کاری که با متهٔ سنگی سوراخ‌هایی را برای قرار دادن دینامیت یا سایر مواد منفجره ایجاد می‌کند.
- بارزنی که گاری‌های معدن را پر از کانی می‌کند.
- کشنده‌ای که گاری‌های اطراف معدن را جابه‌جا می‌کند.
- کارگری که گاری‌های زغال‌سنگ را از عمق معدن به سطح زمین می‌برد.
- کسی‌که تکیه‌گاه‌های چوبی را برای حمایت از دیوارها و سقف در یک معدن زیرزمینی طراحی و نصب می‌کند.

## معدنچی‌های نوین
لازم است مجموعه علوم به‌کار گرفته شوند تا راه حل‌های فنی و اقتصادی برای استخراج کانی‌ها توسعه داده شود. برای این کار مهندسان معدن با مدرک کارشناسی در مهندسی، (مهندسی معدن یا مهندسی زمین‌شناسی) نیاز است؛ زیرا تکنولوژی به‌طور پایا در حال تغییر است. معدنگران و مهندسان معدنکاری نیاز دارند که آموزش را ادامه دهند.

## معدنچی‌های رمزارز
در استخراج رمزارز، مانند ساخت بیت‌کوین، یک معدنچی یک کاربر رایانه است، یا یک مجموعه از کاربران که رمزارزها را برمی‌سازند. آنان به‌طور پایا تراکنش‌ها را راستی‌جویی می‌کند و به‌عنوان یک مشوق با رمزارزها پاداش می‌گیرند.

## نگارخانه

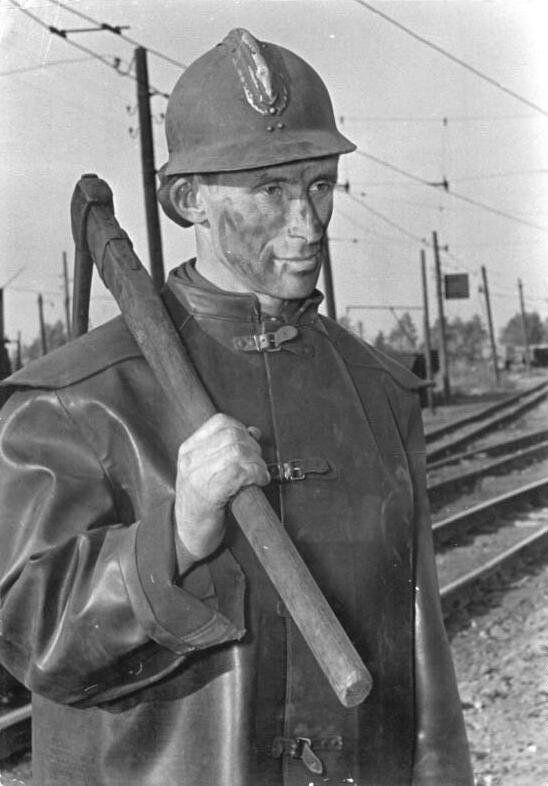
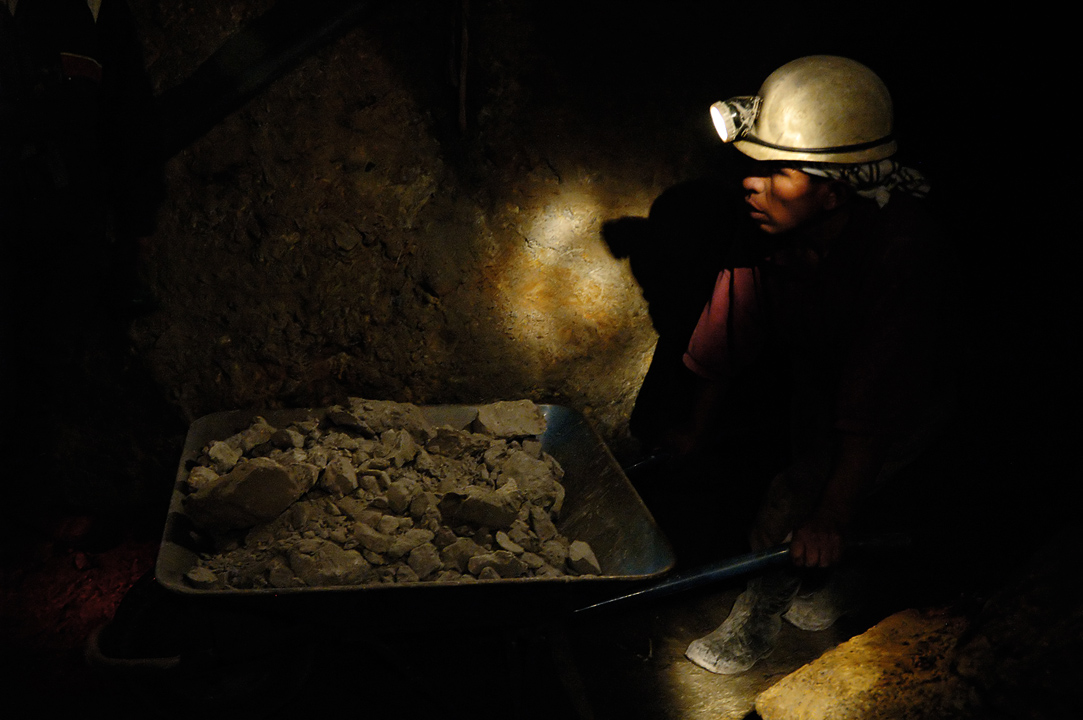
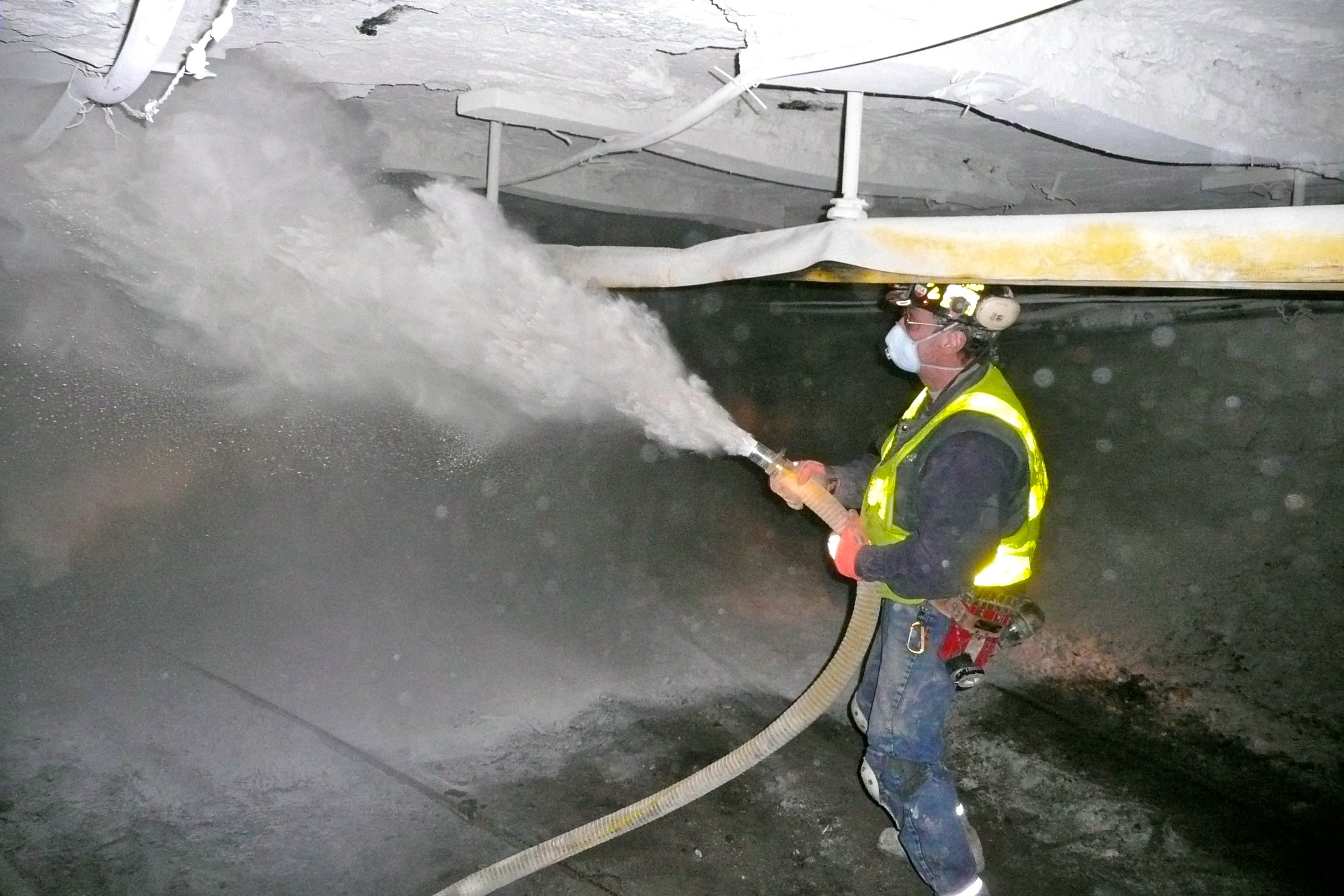
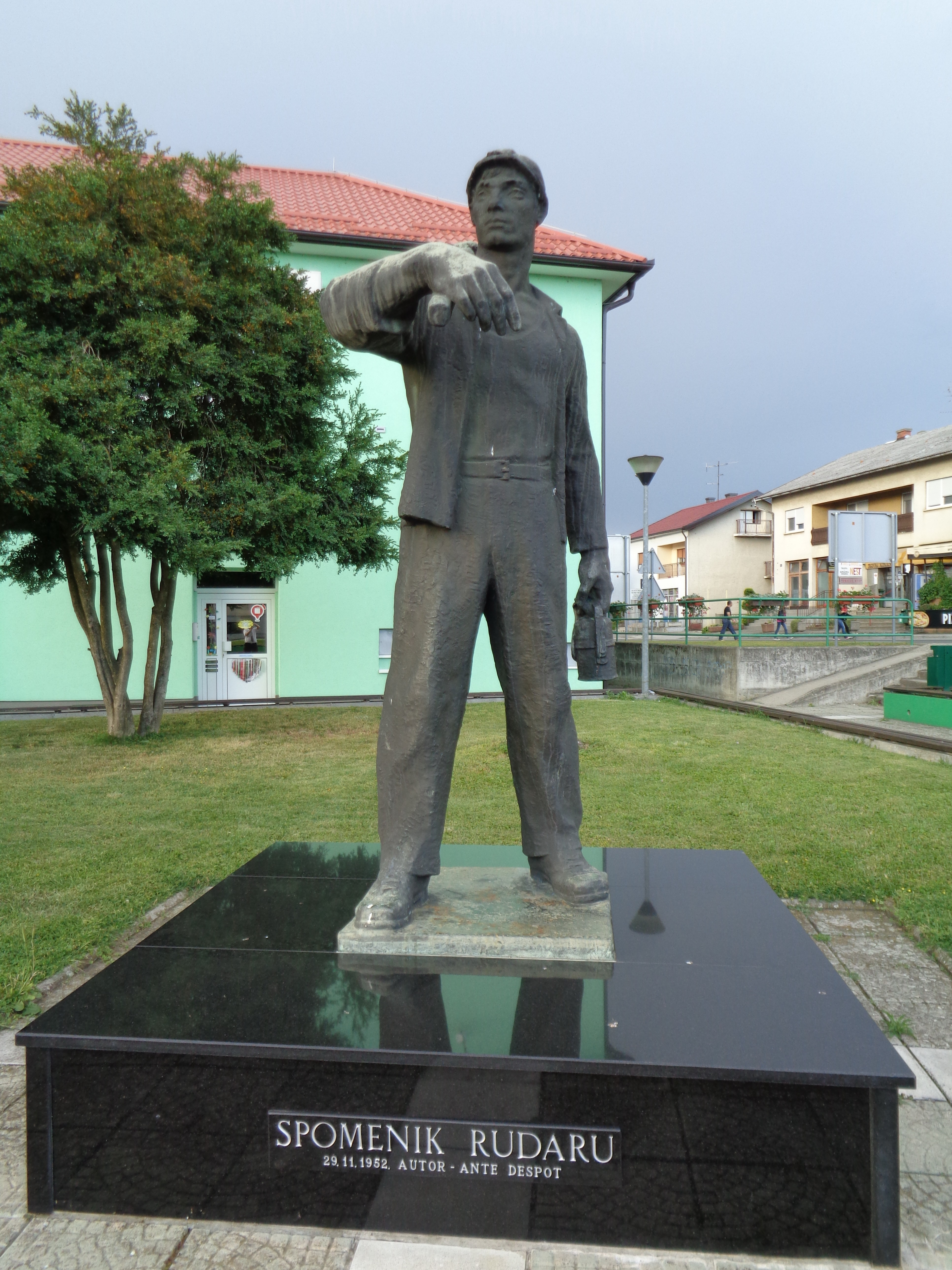